# Valle de Jule
El valle de Jule (en hebreo: עמק החולה‎ Emek Hajula; en árabe: بحر الحولة‎ Bahr al Hulah), o simplemente Jule, es una región de Israel, situada en el Distrito Norte, y que se corresponde con el extremo nororiental del país. Se localiza al norte de la fosa tectónica del mar Muerto perteneciente al Valle del Gran Rift, y su altura media es de unos 70 m, estando encajado entre las alturas del Líbano al oeste y la zona de los Altos del Golán al Este. Su superficie aproximada es de unos 175 km².

## Geografía
Es una importante zona desde el punto de vista agrícola e hidrológico. Destacan en el valle poblaciones tales como Kiryat Shemona, Metula, Dan y Gonen.
El río Jordán discurre por el valle de norte a sur, procedente del macizo del monte Hermón. El valle recibe su nombre actual por el lago de Jule, también llamado en la antigüedad Samchuna por los egipcios, Semichonitis por el historiador Flavio Josefo, Hulata o Ulata en arameo, o de forma errónea las aguas de Merom, término que se refiere a los manantiales de la ribera occidental del lago. 
El lago es atravesado por el Jordán, y está ubicado sobre una capa de basalto, lo que originaba importantes áreas pantanosas. Entre los años 1950 y 1958 el lago fue parcialmente drenado, aprovechando para el cultivo los terrenos ganados a las marismas, unas 5000 hectáreas de terreno muy fértil.
Durante mucho tiempo se consideró un gran logro el poner en cultivo estas zonas anegadas, si bien estudios recientes han demostrado que el impacto medioambiental del proyecto fue bastante negativo, al disminuir el área donde se localizaban diversas especies y poniendo en peligro el ecosistema de la zona. De esta manera, se han vuelto a recuperar áreas pantanosas para así paliar los efectos negativos del anterior drenaje.